# Trì trệ tâm lý

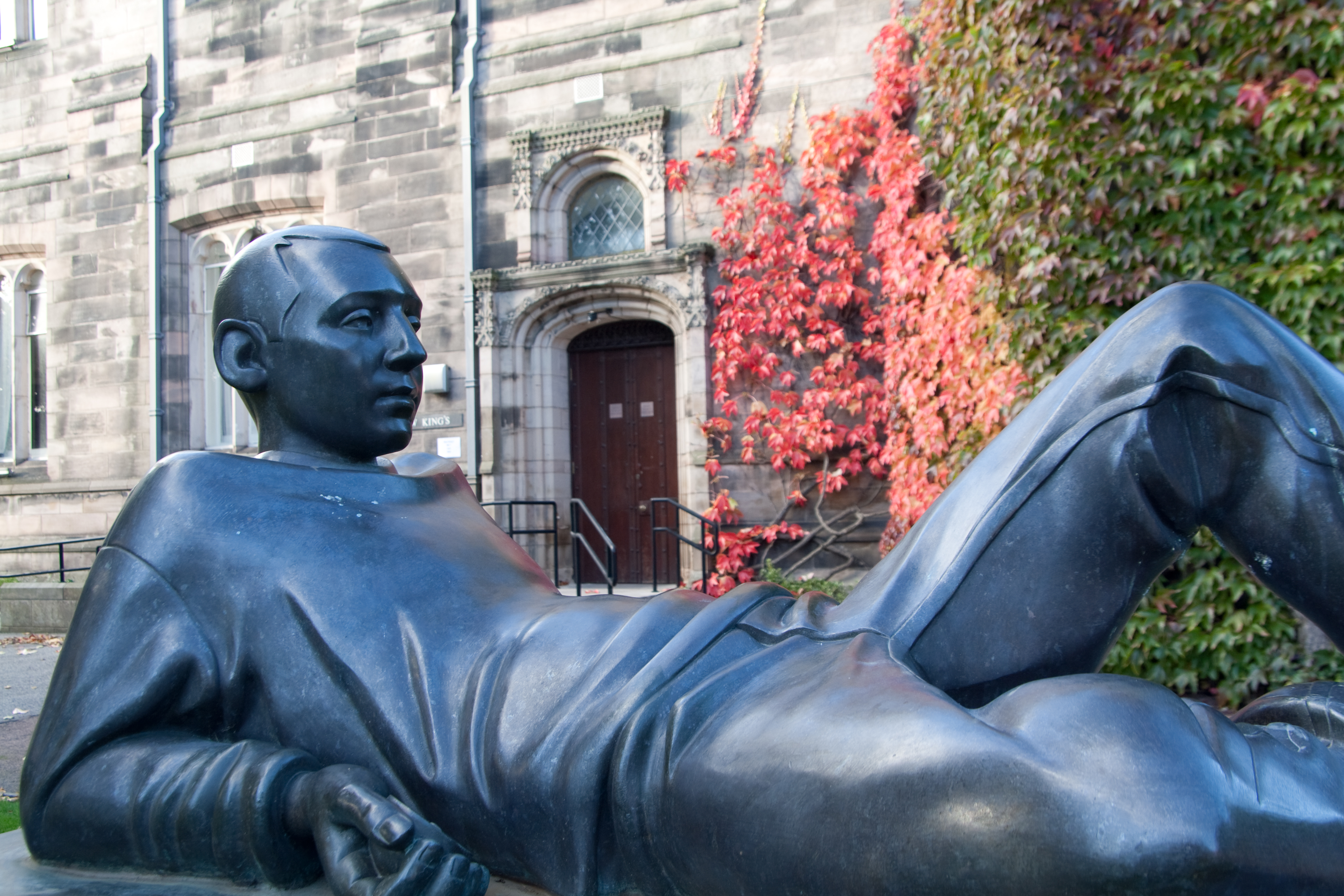
Bức tượng về một sinh viên đang trì hoãn

Trì trệ tâm lý (Psychological inertia) là xu hướng duy trì tình trạng hiện tại trừ khi bị thúc đẩy bởi động cơ tâm lý để can thiệp nhằm vượt qua tình trạng này. Đây là một khuynh hướng tâm lý tự nhiên của con người muốn duy trì trạng thái hiện tại (status quo), các thói quen, khuôn mẫu tư duy và hành vi quen thuộc. Nó là một lực cản vô hình, chống lại hoặc né tránh sự thay đổi, trừ khi có một động lực tâm lý đủ mạnh mẽ để thúc đẩy người ta hành động khác đi. Nó là nguyên nhân sâu xa khiến người ta cảm thấy mắc kẹt hoặc trì trệ. Quán tính tâm lý tương tự như thiên kiến giữ nguyên trạng, nhưng có một điểm khác biệt quan trọng là quán tính tâm lý liên quan đến việc ức chế bất kỳ hành động nào, trong khi thiên kiến giữ nguyên trạng liên quan đến việc tránh bất kỳ thay đổi nào được coi là mất mát. 

## Đại cương
Nghiên cứu về quán tính tâm lý còn hạn chế, đặc biệt là về nguyên nhân của nó, nhưng nó đã được chứng minh là ảnh hưởng đến việc ra quyết định bằng cách khiến cá nhân tự động lựa chọn hoặc ưu tiên phương án mặc định, ngay cả khi có một phương án có lợi hơn cho họ, trừ khi họ có động lực từ chối phương án này. Ví dụ, quán tính tâm lý có thể khiến cá nhân tiếp tục đầu tư muộn hơn dự kiến, bất chấp thông tin cho thấy điều ngược lại, khiến họ phải chịu tổn thất lớn hơn so với khi họ rút vốn sớm hơn. Trong đó sự trì hoãn (Procrastination) biết rõ cần phải làm một việc quan trọng nhưng liên tục tìm lý do để không bắt đầu. Ngại bước ra khỏi vùng an toàn, tránh né việc học một kỹ năng mới, làm quen với những người bạn mới, hay thử một công việc mới vì sợ sự không chắc chắn và cảm giác không thoải mái. Trì trệ tâm lý mô tả lực cản hoặc khuynh hướng chống lại sự thay đổi dẫn đến kết quả hoặc trạng thái dậm chân tại chỗ gây ra bởi sức ì đó. David Gal và Derek Rucker đều cho rằng quán tính tâm lý có thể là lời giải thích phù hợp hơn cho các hiện tượng như thiên kiến duy trì hiện trạng và hiệu ứng sở hữu hơn là ác cảm mất mát. 
Sự thiếu ý chí được hiểu là một triệu chứng cốt lõi của bệnh tâm thần phân liệt, tuy nhiên, động lực của nó vẫn chưa rõ ràng. Một động lực tiềm ẩn có thể là nền tảng của sự thiếu ý chí là sự trì trệ về mặt tâm lý. Người ta cho rằng vì những người mắc bệnh tâm thần phân liệt có thể ít có khả năng chuyển đổi sở thích của họ thành hành động, họ có thể biểu hiện xu hướng duy trì trạng thái hiện tại nhiều hơn, ngay cả khi họ coi trọng một lựa chọn khác hơn. Do đó, điều này khiến những người này biểu hiện mức độ trì trệ về mặt tâm lý cao hơn, và vì quá trình này ức chế hành động của họ, nên sự hiện diện của nó có thể thúc đẩy sự thiếu ý chí. Tác giả James Gold phát hiện ra rằng suy giảm động lực của bệnh tâm thần phân liệt có thể liên quan đến những bất thường trong việc ước tính chi phí của hành vi nỗ lực dẫn đến sự trì trệ về mặt tâm lý gia tăng, từ đó có thể dẫn đến sự thiếu ý chí gia tăng ở những người này. Tuy nhiên, nghiên cứu về mối liên hệ giữa sự trì trệ về mặt tâm lý và bệnh tâm thần phân liệt còn hạn chế, cũng như mối quan hệ của chúng với sự thiếu ý chí. Chẵng hạn như cần nghiên cứu để tìm hiểu xem sự khác biệt về mức độ trì trệ tâm lý ở những người mắc bệnh tâm thần phân liệt chỉ xảy ra khi họ cần phải đạt được mức độ trì trệ cao hay khi họ thể hiện mức độ thiếu ý chí cao. Tuy nhiên, nghiên cứu đã chỉ ra rằng sự khác biệt về mức độ trì trệ tâm lý ở những người mắc bệnh tâm thần phân liệt không chỉ do thiếu ý chí mà còn có thể do thiếu chú ý hoặc thiếu sẵn sàng hành động.